# SCA (компания)
Шведская целлюлозная компания (швед. Svenska Cellulosa Aktiebolaget SCA) — шведская компания, штаб-квартира — в городе Сундсвалле. Один из ведущих европейских производителей бумажной продукции, средств гигиены для взрослых и детей, а также изделий и упаковочных материалов из древесины, торговые марки Zewa, Libero, Libresse, Tena, Tork.

## История
SCA основана Иваром Крюгером 27 ноября 1929 года как холдинговая компания для десяти шведских компаний лесной промышленности. После банкротства Крюгера в 1932 году компания перешла под контроль банка Handelsbanken, который вместе с соответствующими фондами и компаниями продолжает контролировать SCA. Аксель Густав Торбьорн Энстрём был управляющим директором с 1950 по 1960 год и председателем правления с 1960 по 1965 год.
В 1975 году SCA приобрела Mölnlycke Health Care, ведущего западноевропейского производителя одноразовых гигиенических товаров, а в 1990 году SCA приобрела компанию по производству транспортной упаковки Reedpack. В 1995 году была приобретена немецкая компания по производству бумаги и упаковки PWA. В 2001 году было приобретено подразделение Wisconsin Tissue американской компании Georgia-Pacific Tissue. В 2004 году SCA приобрела у International Paper предприятия Картера Холта Харви по производству тканей и средств гигиены.
В 2007 году SCA купила европейский бизнес Procter & Gamble, значительно расширив свой бизнес по производству гигиенических продуктов. В 2008 году SCA увеличивает долю владения китайской тканевой компанией Vinda . В 2012 году SCA передала свои упаковочные операции — за исключением двух заводов по производству крафт-лайнера в Швеции — компании DS Smith.
В августе 2015 года было объявлено, что SCA инвестирует в увеличенные мощности для массового производства на целлюлозном заводе Östrand в Тимро, Швеция. Годовая производственная мощность белёной сульфатной целлюлозы увеличится примерно с 430 000 тонн до 900 000 тонн. Сумма инвестиций составляет примерно 7,8 млрд шведских крон (815 млн евро), и ожидается, что это будет одна из крупнейших инвестиций в промышленность в истории Norrland.
В августе 2015 года было объявлено, что санитарно-гигиенические и лесные операции SCA будут разделены на два разных подразделения. Год спустя, 24 августа 2016 г., компания объявила о намерении разделить SCA на две листинговые компании. В 2017 году была образована компания Essity, которая была представлена на фондовой бирже в Стокгольме.

## SCA в России
Юридическое лицо, работающее в России — ООО «ЭсСиЭй Хайджин Продактс Раша». В 1994 году SCA вышла на российский рынок, подписав договор о дистрибуции с компанией «Тамбрандс», занимающейся продажей тампонов Tampax, хорошо известных в России. В 1998 году SCA приобрела фабрику по производству санитарно-гигиенических бумаг в г. Светогорске. В 2000 году SCA приобрела фабрику по производству упаковочной тары Metsa Serla в г. Тимашевске Краснодарского края и долю в уставном капитале фабрики по производству тары «Комсомолец» в Ленинградской области. В 2010 году открыла фабрику по производству санитарно-гигиенических бумаг в г. Советске и г. Веневе в Тульской области. 29 января 2019 года юридическое лицо ООО «ЭсСиЭй Хайджин Продактс Раша» было переименовано на ООО «Эссити».